# 24 Heures de Morris Park

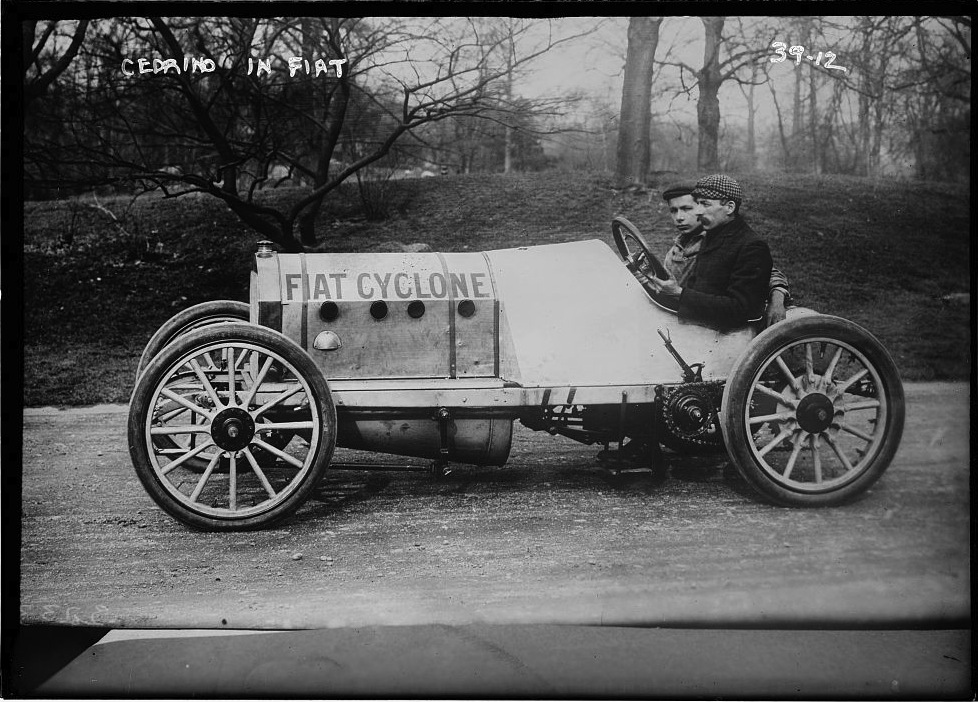
Emanuel Cedrino et sa FIAT 'Cyclone' 120CV de 1907-1908 (ex- voiture de la Coupe Gordon Bennett en 1904).

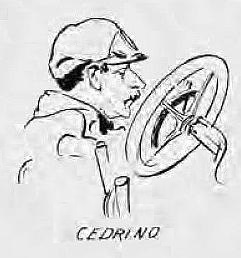
Emanuel Cedrino en 1905 (ici croqué par Sem pour la Coupe Vanderbilt).

Les 24 Heures de Morris Park sont une course automobile américaine d'endurance, disputée uniquement en 1907 (année où dix courses de 24 heures sont organisées aux États-Unis), à deux reprises au Morris Park, NY. sur un circuit automobile ovale en terre battue de 1.39 mile.
Les 7 et 8 septembre, elles sont remportées par les français Paul Lacroix (directeur de la société US Renault Frères Selling Branch) et Maurice Bernin sur Renault AI 35 CS (AI 35CV type Sport) dite XB dont la presse new-yorkaise vante les qualités fondamentales de l'XB après cette course internationale après 1 079 tours parcourus, à 72,34 km/h de moyenne horaire, devant 8 autres concurrents.
Les 27 et 28 septembre, elles sont remportées par l'italien Emanuel Cedrino. et l'américain Edward Parker sur Fiat 35CV après 1 146 tours parcourus, à 91,717 km/h de moyenne horaire (2 201.2 kilomètres au total), devant 18 autres concurrents (les dernières heures sous la pluie, après une interruption de course de plus de deux heures pour réparer la piste).
L'équipage Lawrence Smelzer et William Linkrom termine deuxième de la première course et quatorzième de la suivante, sur Lozier 40 et, A. L. Campbell finit quatrième de la première et cinquième de la seconde course avec deux équipiers différents, sur Allen-Kingston.